# Bogusz Matuła
Bogusz Stanisław Matuła OFM – polski duchowny katolicki, sekretarz Papieskiej Międzynarodowej Akademii Mariologicznej (2017–2019), oraz profesor Papieskiego Uniwersytetu Antonianum.

## Życiorys
W dniu 14 lipca 1994 otrzymał święcenia kapłańskie w Zakonie Braci Mniejszych (Bernardynów) z rąk  kard. Franciszka Macharskiego. 
21 lutego 2017 został mianowany przez papieża Franciszka sekretarzem Papieskiej Międzynarodowej Akademii Mariologicznej.